# Dilema moral
En filosofia, un dilema moral, també anomenat paradoxa ètica o dilema ètic, és una situació en què dos o més imperatius morals en conflicte, cap dels quals anul·la l'altre, s'enfronten a un agent. Una definició estretament relacionada caracteritza un dilema moral com una situació en què totes les opcions disponibles són incorrectes. Amb tot, el terme també s'utilitza en un sentit més ampli en el llenguatge quotidià per a referir-se a conflictes ètics que poden ser resolts, a opcions psicològicament difícils o a altres tipus de problemes ètics complexos.
El debat central al voltant dels dilemes morals es refereix a la qüestió de si n'hi ha. Els defensors sovint assenyalen exemples aparents, mentre que els seus oponents solen intentar mostrar que la seva existència contradiu principis ètics fonamentals. De dilemes morals n'hi ha de diferents tipus. Una distinció important fa referència a la diferència entre els «dilemes epistèmics», que donen una impressió possiblement falsa a l'agent d'un conflicte irresoluble, i els «dilemes reals o ontològics». Hi ha un ampli acord que hi ha dilemes epistèmics, però el principal interès pels dilemes morals té lloc a nivell ontològic. Tradicionalment, la filosofia ha sostingut que és un requisit de les bones teories ètiques que estiguin lliures de dilemes morals, tot i que aquesta suposició ha estat qüestionada en la filosofia contemporània.

## Definició

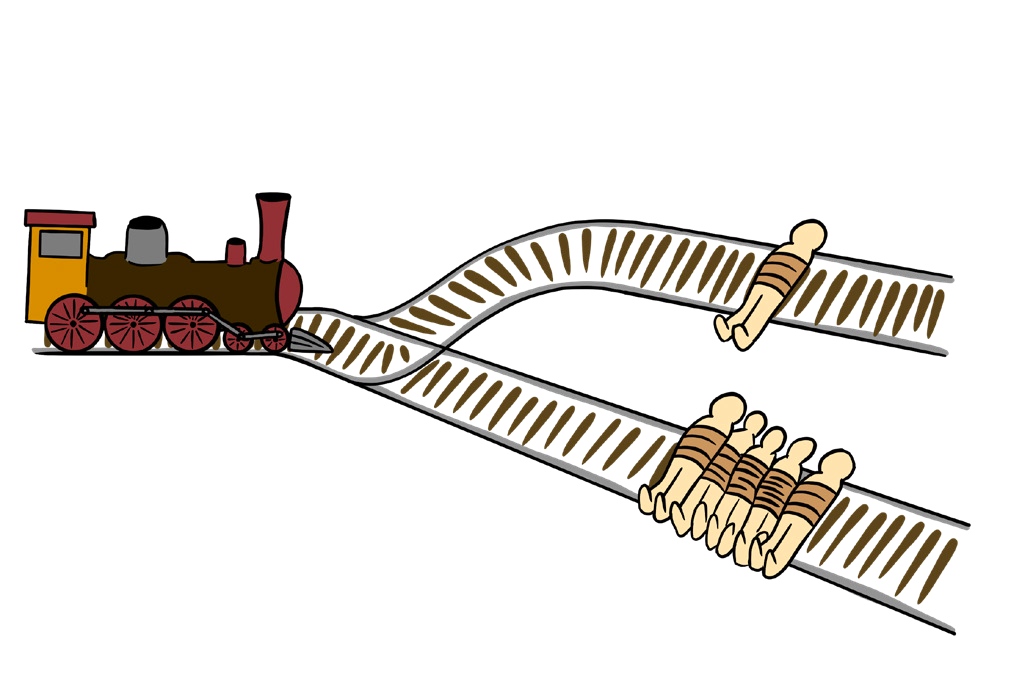
Dilema de la vagoneta

Una persona es troba en un dilema ètic si té diverses obligacions morals en conflicte i cap obligació per sobre de les altres. Dos requisits ètics entren «en conflicte» si l'agent pot fer un o l'altre, però no tots dos: l'agent ha d'escollir un sobre l'altre. Dos requisits ètics en conflicte no «s'anul·len» mútuament si tenen la mateixa força o si no hi ha una raó ètica suficient per triar-ne un per sobre de l'altre. Només aquest tipus de situacions constitueixen un dilema ètic en el sentit filosòfic estricte, sovint considerat com un «dilema ètic genuí».
Altres casos de conflictes ètics són resolubles i, per tant, no són dilemes ètics en sentit estricte. Això també s'aplica a molts casos de conflicte d'interessos. Per exemple, un home de negocis que s'afanya a la vora d'un llac per anar a una reunió es troba en un conflicte ètic quan veu un infant que s'ofega prop de la riba. Però aquest conflicte no és un autèntic dilema ètic, ja que té una solució clara: saltar a l'aigua per salvar l'infant supera significativament la importància d'arribar a temps a la reunió. També s'exclouen d'aquesta definició els casos en què només sigui psicològicament difícil que l'agent faci una elecció, per exemple, per vincles personals o per manca de coneixement de les conseqüències de les diferents alternatives.
Els dilemes ètics de vegades es defineixen no en termes d'obligacions en conflicte sinó en termes de no tenir un principi d'acció correcte, de que totes les alternatives són incorrectes. Per exemple, és possible sostenir que en casos de dilemes ètics, l'agent és lliure d'escollir qualsevol opció, que qualsevol alternativa és correcta. Aquesta situació encara constitueix un dilema ètic segons la primera definició, ja que els requisits en conflicte no es resolen, però no segons la segona definició, ja que hi ha una línia d'actuació correcta.
La novel·la L'elecció de la Sophie de William Styron presenta un exemple conegut: una guàrdia nazi obliga a Sophie a triar un dels seus fills per a ser executat, i afegeix que tots dos seran executats si ella es nega a triar. Aquest tipus de casos s'han etiquetat com a «simètrics» ja que els dos deures tenen el mateix pes.